# Clipse
Clipse – zespół hip-hopowy pochodzący z Virginia Beach w stanie Wirginia. Duet tworzyli bracia: No Malice (urodzony jako Gene Thornton w 1973) oraz Pusha T (urodzony jako Terrence Thornton w 1977). Zespół znany był ze współpracy z duetem producenckim The Neptunes.

## Dyskografia
| Albumy studyjne - Exclusive Audio Footage (1999) - Lord Willin' (2002) - Hell Hath No Fury (2006) - Til the Casket Drops (2009) - Let God Sort Em Out (2025) |  | Mixtape'y - We Got It 4 Cheap, Volume 1 (2004) - We Got It 4 Cheap, Volume 2 (2005) - We Got It 4 Cheap, Volume 3: The Spirit of Competition (We Just Think We're Better) (2008) - Road To Till The Casket Drops (2008) - Got It For Leaks: The Audio Biography (2010) |